# SheBelieves Cup 2023
Der SheBelieves Cup 2023 für Frauenfußballnationalteams fand vom 16. bis 22. Februar 2023 in den Vereinigten Staaten statt. Er war die achte Austragung dieses Turnieres. Teilnehmer waren Rekord-Weltmeister und Gastgeber USA sowie Kanada, Südamerikameister Brasilien und Japan. In der FIFA-Weltrangliste vom Dezember 2022 belegten die vier Mannschaften die Plätze 1 (USA), 6 (Kanada), 9 (Brasilien) und 11 (Japan), womit das Turnier das höchstwertig besetzte Turnier im Februar 2023 war. Für die März-Weltrangliste gelten die Spiele als Freundschaftsspiele, in denen beide Mannschaften in der TOP 10 der FIFA-Weltrangliste der Frauen sind, bzw. die Spiele gegen Japan als  Freundschaftsspiele, in denen nicht beide Mannschaften in der TOP 10 der FIFA-Weltrangliste der Frauen sind. Für die vier Mannschaften dient das Turnier auch als Vorbereitung auf die WM-2023.
Je zwei Spiele fanden als Doppelveranstaltungen im Exploria Stadium in Orlando, im Geodis Park in Nashville und im Toyota Stadium in Frisco statt, die alle mit Naturrasen ausgestattet sind.

## Spielergebnisse
| Pl. | Land      | Sp. | S | U | N | Tore    | Diff. | Punkte |
| --- | --------- | --- | - | - | - | ------- | ----- | ------ |
| 1.  | USA       | 3   | 3 | 0 | 0 | 005:100 | +4    | 09     |
| 2.  | Japan     | 3   | 1 | 0 | 2 | 003:200 | +1    | 03     |
| 3.  | Brasilien | 3   | 1 | 0 | 2 | 002:400 | −2    | 03     |
| 4.  | Kanada    | 3   | 1 | 0 | 2 | 002:500 | −3    | 03     |

|                                                                               |   |           |           |
| 16. Februar 2023 um 16:00 Uhr EST (22:00 Uhr MEZ) in Orlando                  |   |           |           |
| Japan                                                                         | – | Brasilien | 0:1 (0:0) |
| 16. Februar 2023 um 19:00 Uhr EST (17. Februar um 1:00 Uhr MEZ) in Orlando    |   |           |           |
| USA                                                                           | – | Kanada    | 2:0 (2:0) |
| 19. Februar 2023 um 14:30 Uhr CST (21:30 Uhr MEZ) in Nashville                |   |           |           |
| USA                                                                           | – | Japan     | 1:0 (1:0) |
| 19. Februar 2023 um 17:30 Uhr PST (20. Februar um 00:30 Uhr MEZ) in Nashville |   |           |           |
| Brasilien                                                                     | – | Kanada    | 0:2 (0:1) |
| 22. Februar 2023 um 15:00 Uhr CST (22:00 Uhr MEZ) in Frisco                   |   |           |           |
| Kanada                                                                        | – | Japan     | 0:3 (0:2) |
| 22. Februar 2023 um 18:00 Uhr CST (23. Februar um 1:00 Uhr MEZ) in Frisco     |   |           |           |
| USA                                                                           | – | Brasilien | 2:1 (1:0) |

Die Platzierungen erfolgten anhand folgender Kriterien:
1. Punkte aus allen Spielen (3 Punkte für einen Sieg, 1 Punkt für ein Remis)
2. Tordifferenz aus allen Spielen
3. Anzahl Tore in allen Spielen
4. Direkter Vergleich
5. Fairplay-Wertung

## Torschützinnen
| Rang | Spielerin       | Tore |
| ---- | --------------- | ---- |
| 1    | Mallory Swanson | 4    |

| Rang | Spielerin      | Tore |
| ---- | -------------- | ---- |
| 2    | Debinha        | 1    |
|      | Ludmila        | 1    |
|      | Vanessa Gilles | 1    |
|      | Évelyne Viens  | 1    |

| Rang | Spielerin    | Tore |
| ---- | ------------ | ---- |
| 2    | Jun Endō     | 1    |
|      | Yui Hasegawa | 1    |
|      | Kiko Seike   | 1    |
|      | Alex Morgan  | 1    |

## Schiedsrichterinnen
0  Marie-Soleil Beaudoin  Myriam Marcotte  Katia García  Danielle Chesky
 Ekaterina Koroleva  Tori Penso